# Valdemar Daa
Valdemar Daa (16. maj 1616 – 5. februar 1691) var en dansk adelsmand, søn af admiral Claus Daa og fru Ingeborg Parsberg. 
Han tjente i sine unge år som hofjunker (1640-44), hvorefter han en kort tid i 1644 synes at have gjort tjeneste som løjtnant i ritmester Mogens Arenfeldts Kompagni. Han ejede Bonderup (nu Lerkenfeldt) og Hessel, begge i Jylland, men fra 1652 tog han bolig på Borreby i Sjælland, som han tillige med sin broder Christian arvede efter broderen Jørgen. Brødrene delte Borreby mellem sig; men da Christians del af bygningerne havde et tårn med spir, lod Valdemar Daa dette nedrive til grunden en gang, da broderen var bortrejst. 
Det, der har bragt Daas navn til efterverdenen, er hans guldmageri, ved hvilket han, som man sagde, "fordestillerede" sine 3 herregårde. Alt satte han ind på sine alkymistiske forsøg, som han drev med usvækket iver i mange år, selv da hans forsøg havde forarmet ham i den grad, at han af mangel paa ildebrændsel måtte ligge i sengen for at holde sine kemiske apparater i den rette temperatur. En gang da han mente at have nået målet og holdt glasset med den væske, der skulle frembringe de vises sten, i vejret og med henrykkelse vendte og drejede det, da faldt det fra ham og knustes på gulvet; men ufortrøden opsamlede han det spildte og begyndte forfra igen. 
Således levede han med sine døtre et kummerligt liv, indtil etatsråd Ove Ramel til Basnæs 1681 lod gøre eksekution i Borreby for et gældsbrev, han havde købt af en holstensk Adelsmand, og skønt han tilbød Daa ophold for livstid på Borreby som ven og broder, vandrede denne med stav i hånd og sit alkymistiske glas i barmen til Smedstrup, hvor han lejede sig ind i et hus for en sommer; der fra drog han til Jylland, hvor han døde 75 år gammel og begravedes i Viborg Domkirke. 
Historien om Valdemar Daa er er fortalt af H.C. Andersen i hans fortælling Vinden fortæller om Valdemar Daae og hans Døttre skrevet i 1858.